# Системы наименования чисел
В европейской традиции исторически сложились два варианта системы наименования больших чисел.

## Краткая история
Термин «миллион» итальянского происхождения и встречается уже в первой печатной арифметике (анонимной), вышедшей в итальянском городе Тревизо в 1478 году, и ещё ранее в нематематической книге путешественника Марко Поло (умер в 1324 году), а в форме «миллио» еще раньше — в рукописи 1250 года.
В рукописи французского математика XV века Никола Шюке впервые появляются термины «биллион» — 1012, «триллион» — 1018 и дальнейшие; в печатном руководстве биллион в значении 1012 появляется в 1602 году.
В XVII веке во Франции начали употреблять короткую шкалу: «биллион» — 109, «триллион» — 1012 и т. д.
Слово «миллиард», имевшее вначале значение 1012, получило значение 109 (тысячи миллионов) в «Арифметике» Траншана (1558) и употреблялось во Франции в XIX веке наравне со словом «биллион». В Германии это слово вошло в употребление лишь после получения от Франции 5 миллиардов контрибуции после франко-прусской войны 1871 года.
Для чтения чисел с большим количеством цифр анонимная рукопись 1200 года впервые рекомендует разбить цифры на группы по 3 или отмечать группы точками вверху или дугами; это же затем рекомендует Леонардо Пизанский (1228). К этой системе приходят и последующие авторы, однако они не предлагали названий. Введённые Шюке наименования больших чисел, но с группировкой цифр по 6 относятся к системе наименования чисел с длинной шкалой.
| короткая шкала короткая шкала с миллиардом длинная шкала | обе шкалы другие системы нет информации |

Использование систем наименования чисел в мире:

В России первоначально была введена система наименования чисел с длинной шкалой, и, по-видимому, в печатном виде впервые в 1703 году в «Арифметике» Л. Ф. Магницкого. Однако в конце XVIII века, в царствование императора Павла I, вслед за Францией произошёл переход на короткую шкалу. Так, в опубликованном в 1798 году переводе части первой — «Арифметика» — «Курса математики» Этьенна Безу введена система наименования чисел с короткой шкалой, при том, что в опубликованной в 1791 году книге «Арифметика или числовник» Н. Г. Курганова (1725 или 1726—1796) используется длинная шкала. Длинная шкала встречается и в некоторых русских учебниках XIX века, однако к XX веку фактически закрепилась короткая шкала.
В 1948 году IX Генеральная конференция по мерам и весам приняла предложение Международного комитета мер и весов, рекомендующего для европейских стран применение длинной шкалы. Франция вернулась к системе с длинной шкалой, а в России продолжалось использование системы с короткой шкалой, которая была заимствована во Франции ранее. Однако, использование длинной шкалы предусматривается рекомендацией Совета экономической взаимопомощи PC 2625—70 «Основные математические обозначения», где приводятся основные математические обозначения, употребляемые в нормативно-технической документации, научной и технической литературе и в школьных учебниках. Последнее позволяет утверждать, что официально во всех странах, образовавшихся после распада СССР, с 1970 года действует именно длинная система наименований чисел, хотя фактически продолжает применяться короткая система.
В США короткая шкала используется с XIX века; Великобритания перешла на неё в 1974 году.

## Короткая шкала
В случае короткой шкалы все названия больших чисел строятся так: в начале слова ставится латинское числительное, обозначающее степень, которая добавляется к первой степени тысячи, затем к числительному добавляется суффикс «-иллион», вычлененный из слова «миллион», где «милли» — от латинского числительного mille — тысяча (а не степень, добавляемая к первой степени тысячи), а «-он» (-one) — увеличительный суффикс, который добавляет 1 к первой степени тысячи.
Именованные большие числа с короткой шкалой (в скобках указаны степени тысячи): миллион (2), биллион (3), триллион (4), квадриллион (5), квинтиллион (6), секстиллион (7) и т. д.
Система наименования чисел с короткой шкалой используется в России и других странах бывшего СССР, англоязычном и арабоязычном мире, Бразилии, Болгарии, Греции, Румынии и Турции. При этом вместо слова «биллион» обычно используется слово «миллиард», за исключением англоязычного мира и Бразилии.
Количество нулей числа с короткой шкалой определяется по формуле 3·(n+1), где n{\displaystyle \geq }1 — степень из названия числа, добавляемая к первой степени тысячи.

## Длинная шкала
Названия чисел в этой системе строятся так: к латинскому числительному, обозначающему степень миллиона, добавляют суффикс «-он», название следующего числа (в 1000 раз большего) образуется из того же самого латинского числительного, но с суффиксом «-ард». То есть после триллиона в этой системе идёт триллиард, а только затем квадриллион, за которым следует квадриллиард и т. д. Количество нулей в числе, записанном по этой системе и оканчивающегося суффиксом «-иллион», определяется по формуле 6·x (где x — латинское числительное) и по формуле 6·x+3 для чисел, оканчивающихся на «-иллиард».
В настоящее время применяется в большинстве франкоязычных, скандинавских, испаноязычных и португалоязычных стран, кроме Бразилии.

## Сравнение систем

### Таблица от значения к названию
| Порядок | Значение | число нулей | Короткая шкала                  | Короткая шкала    | Длинная шкала                     | Длинная шкала     | Увеличивающая приставка СИ |
| Порядок | Значение | число нулей | Название                        | Логика построения | Название                          | Логика построения | Увеличивающая приставка СИ |
| ------- | -------- | ----------- | ------------------------------- | ----------------- | --------------------------------- | ----------------- | -------------------------- |
| 0       | 100      | 0           | один                            | 10001 + (−1)      | один                              | 1 000 0000        |                            |
| 1       | 103      | 3           | тысяча                          | 10001 + 0         | тысяча                            | 1 000 0000,5      | кило-                      |
| 2       | 106      | 6           | миллион                         | 10001 + 1         | миллион                           | 1 000 0001,0      | мега-                      |
| 3       | 109      | 9           | биллион / миллиард              | 10001 + 2         | миллиард (тысяча миллионов)       | 1 000 0001,5      | гига-                      |
| 4       | 1012     | 12          | триллион                        | 10001 + 3         | биллион                           | 1 000 0002,0      | тера-                      |
| 5       | 1015     | 15          | квадриллион                     | 10001 + 4         | биллиард (тысяча биллионов)       | 1 000 0002,5      | пета-                      |
| 6       | 1018     | 18          | квинтиллион                     | 10001 + 5         | триллион                          | 1 000 0003,0      | экса-                      |
| 7       | 1021     | 21          | секстиллион                     | 10001 + 6         | триллиард (тысяча триллионов)     | 1 000 0003,5      | зетта-                     |
| 8       | 1024     | 24          | септиллион                      | 10001 + 7         | квадриллион                       | 1 000 0004,0      | иотта-                     |
| 9       | 1027     | 27          | октиллион                       | 10001 + 8         | квадриллиард                      | 1 000 0004,5      | ронна-                     |
| 10      | 1030     | 30          | нониллион                       | 10001 + 9         | квинтиллион                       | 1 000 0005,0      | кветта-                    |
| 11      | 1033     | 33          | дециллион                       | 10001 + 10        | квинтиллиард                      | 1 000 0005,5      |                            |
| 12      | 1036     | 36          | ундециллион                     | 10001 + 11        | секстиллион                       | 1 000 0006,0      |                            |
| 13      | 1039     | 39          | дуодециллион                    | 10001 + 12        | секстиллиард                      | 1 000 0006,5      |                            |
| 14      | 1042     | 42          | тредециллион                    | 10001 + 13        | септиллион                        | 1 000 0007,0      |                            |
| 15      | 1045     | 45          | кваттуордециллион               | 10001 + 14        | септиллиард                       | 1 000 0007,5      |                            |
| 16      | 1048     | 48          | квиндециллион                   | 10001 + 15        | октиллион                         | 1 000 0008,0      |                            |
| 17      | 1051     | 51          | сексдециллион/седециллион       | 10001 + 16        | октиллиард                        | 1 000 0008,5      |                            |
| 18      | 1054     | 54          | септдециллион/септендециллион   | 10001 + 17        | нониллион                         | 1 000 0009,0      |                            |
| 19      | 1057     | 57          | октодециллион/дуодевигинтиллион | 10001 + 18        | нониллиард                        | 1 000 0009,5      |                            |
| 20      | 1060     | 60          | новемдециллион/ундевигинтиллион | 10001 + 19        | дециллион                         | 1 000 00010,0     |                            |
| 21      | 1063     | 63          | вигинтиллион                    | 10001 + 20        | дециллиард                        | 1 000 00010,5     |                            |
| 22      | 1066     | 66          | унвигинтиллион                  | 10001 + 21        | ундециллион                       | 1 000 00011,0     |                            |
| 23      | 1069     | 69          | дуовигинтиллион                 | 10001 + 22        | ундециллиард                      | 1 000 00011,5     |                            |
| 24      | 1072     | 72          | тревигинтиллион                 | 10001 + 23        | дуодециллион                      | 1 000 00012,0     |                            |
| 25      | 1075     | 75          | кваттуорвигинтиллион            | 10001 + 24        | дуодециллиард                     | 1 000 00012,5     |                            |
| 26      | 1078     | 78          | квинвигинтиллион                | 10001 + 25        | тредециллион                      | 1 000 00013,0     |                            |
| 27      | 1081     | 81          | сексвигинтиллион                | 10001 + 26        | тредециллиард                     | 1 000 00013,5     |                            |
| 28      | 1084     | 84          | септенвигинтиллион              | 10001 + 27        | кваттуордециллион                 | 1 000 00014,0     |                            |
| 29      | 1087     | 87          | октовигинтиллион                | 10001 + 28        | кваттуордециллиард                | 1 000 00014,5     |                            |
| 30      | 1090     | 90          | новемвигинтиллион               | 10001 + 29        | квиндециллион                     | 1 000 00015,0     |                            |
| 31      | 1093     | 93          | тригинтиллион                   | 10001 + 30        | квиндециллиард                    | 1 000 00015,5     |                            |
| 32      | 1096     | 96          | унтригинтиллион                 | 10001 + 31        | сексдециллион/седециллион         | 1 000 00016,0     |                            |
| 33      | 1099     | 99          | дуотригинтиллион                | 10001 + 32        | сексдециллиард/седециллиард       | 1 000 00016,5     |                            |
| 34      | 10102    | 102         | третригинтиллион                | 10001 + 33        | септдециллион/септендециллион     | 1 000 00017,0     |                            |
| 35      | 10105    | 105         | кваттуортригинтиллион           | 10001 + 34        | септдециллиард/септендециллиард   | 1 000 00017,5     |                            |
| 36      | 10108    | 108         | квинтригинтиллион               | 10001 + 35        | октодециллион/дуодевигинтиллион   | 1 000 00018,0     |                            |
| 37      | 10111    | 111         | секстригинтиллион               | 10001 + 36        | октодециллиард/дуодевигинтиллиард | 1 000 00018,5     |                            |
| 38      | 10114    | 114         | септентригинтиллион             | 10001 + 37        | новемдециллион/ундевигинтиллион   | 1 000 00019,0     |                            |
| 39      | 10117    | 117         | октотригинтиллион               | 10001 + 38        | новемдециллиард/ундевигинтиллиард | 1 000 00019,5     |                            |
| 40      | 10120    | 120         | новемтригинтиллион              | 10001 + 39        | вигинтиллион                      | 1 000 00020,0     |                            |
| 41      | 10123    | 123         | квадрагинтиллион                | 10001 + 40        | вигинтиллиард                     | 1 000 00020,5     |                            |
| 42      | 10126    | 126         | унквадрагинтиллион              | 10001 + 41        | унвигинтиллион                    | 1 000 00021,0     |                            |